# 微軟手機
微軟手機可以指：
- Windows Mobile : 微軟在2000年至2010年间推出的一系列智慧手機作業系統。
- Windows Phone : Windows Mobile的後繼产品，微軟在2010年至2020年间推出的一系列智慧手機作業系統，包含不采用该品牌作名的Windows 10 Mobile
- Surface Duo：微软于2019年推出的双屏可折叠Android手机
- Microsoft Kin：微软在2010年推出的两款手机，搭载基于Windows CE开发的KIN OS
- Microsoft Lumia：一个在2011年至2016年期间上市的移动设备产品系列，全部搭载由微软开发的操作系统，最初由诺基亚推出，在2013年微软收购诺基亚的移动设备业务部门后归入微软旗下。

|  | 这是一个同类索引条目，列出擁有相同或近似名稱的同類型項目。 若您循內部連結來到此頁面，請考慮修正該，將其指向正確的條目。 |